# Aikikai

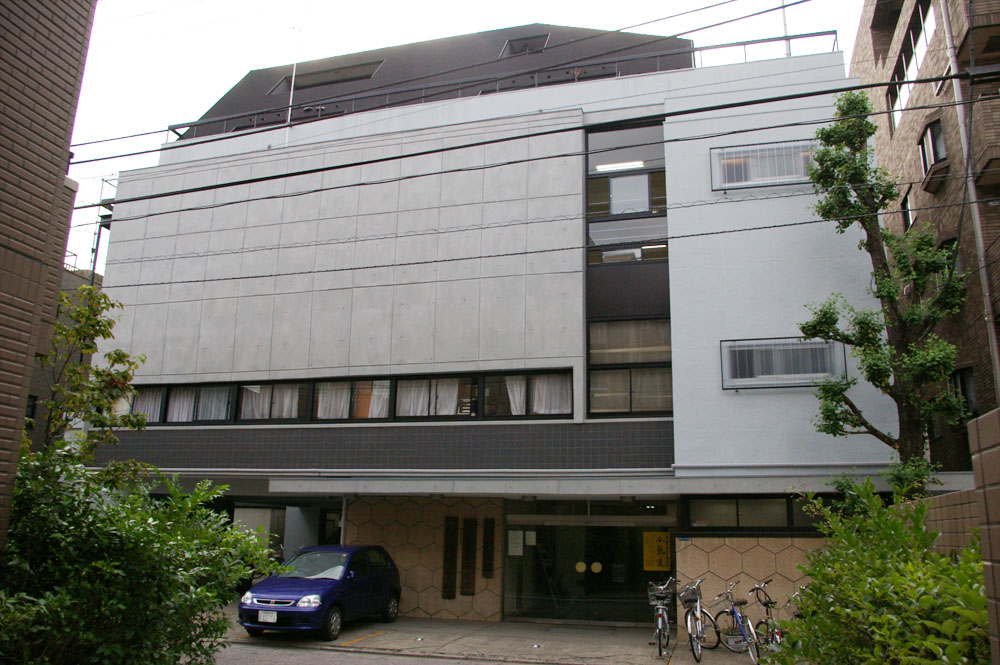
Sede da Fundação Aikikai

A Fundação Aikikai é o órgão responsável pelo desenvolvimento e popularização da arte marcial do Aikido no mundo, é reconhecido pelo governo japonês desde 1940. O primeiro representante da organização foi Morihei Ueshiba que após a sua morte em 1969, o seu filho Kisshomaru Ueshiba sucedeu ao cargo até 1999 quando faleceu. Assim, o neto do fundador, O-Sensei Moriteru Ueshiba, e filho do ex-Dōshu, Kisshomaru Ueshiba tornou-se o representante máximo da fundação. Até hoje, é Moriteru é considerado o Aikido Dōshu (mestre dos mestres), sendo portanto, a posição mais elevada na hierarquia do aikido. A sede da Fundação Aikikai, Aikikai Hombu Dōjō está localizada em Tóquio e foi fundada em 1931.

## Lista de Dōshu da Aikikai
| Dōshu da Aikikai | Desde          | Até            | Nome               | Fotografia |
| ---------------- | -------------- | -------------- | ------------------ | ---------- |
| 1                | 1940           | 26 abril 1969  | Morihei Ueshiba    |            |
| 2                | 26 abril 1969  | 4 janeiro 1999 | Kisshomaru Ueshiba |            |
| 3                | 4 janeiro 1999 | presente       | Moriteru Ueshiba   |            |